# SV Erlbach
Der SV Erlbach (amtlich: Sportverein Erlbach e. V.) ist ein Sportverein aus der oberbayerischen Gemeinde Erlbach im Landkreis Altötting mit den Abteilungen Fußball, Radsport, Tennis und Turnen. Die Herrenmannschaft der Fußballabteilung spielt seit der Saison 2022/23 in der fünftklassigen Bayernliga Süd.

## Geschichte
Die Fußballer des 1963 gegründeten Vereins stiegen 2013 zum ersten Mal von der Bezirksliga in die sechstklassige Landesliga Südost auf. Bereits im zweiten Jahr gelang der Aufstieg in die Bayernliga Süd, aus der Erlbach nach nur einer Saison wieder abstieg. Seither spielte der Verein wieder in der Landesliga Südost.
2021/22 gelang unter Spielertrainer Lukas Lechner als Meister der Landesliga Südost erneut der direkte Aufstieg in die fünftklassige Bayernliga Süd. In der Saison 2023/24 gelang dem Verein der Gewinn des Meistertitels in der Bayernliga Süd. Aus finanziellen Gründen verzichtete der Verein jedoch auf einen Aufstieg in die Regionalliga Bayern. 
In der Saison 2024/25 belegte der SV Erlbach den dritten Platz in der Bayernliga Süd. Da der Vizemeister, die U 21-Mannschaft des TSV 1860 München, nicht aufstiegsberechtigt war, durfte Erlbach an der Relegation zur Regionalliga Bayern teilnehmen. Dort verpasste man nach einem 0:1 und einem 1:1 gegen den Regionalligisten SpVgg Hankofen-Hailing knapp den Aufstieg in die Regionalliga, den man diesmal im Gegensatz zum Vorjahr wahrnehmen wollte.

## Bekannte Spieler
- Harald Bonimeier, ehemaliger Profi beim Wacker Burghausen
- Enrique Bösl, Junioren-Nationalspieler der Dominikanischen Republik
- Thomas Breu, zuvor aktiv beim FC Hansa Rostock und TSV Buchbach
- Lukas Lechner, ehemaliger Profi beim Wacker Burghausen
- Ronald Schmidt, ehemaliger Profi beim Wacker Burghausen